# Отто Бернерт
Фріц Отто Бернерт (нім. Fritz Otto Bernert; 6 березня 1893, Ратибор — 18 жовтня 1918, Ратибор) — німецький льотчик-ас, оберлейтенант Прусської армії (листопад 1917). Кавалер ордена Pour le Mérite.

## Біографія
Син обербургомістра Ратибора Августа Бернерта. Ще перед Першою світовою війною вступив до армії і служив у 173-му піхотному полку. У 1914 році отримав офіцерське звання. Під час боїв був поранений чотири рази, причому останнє штикове поранення в руку було досить важким, зачепивши нерв і практично знерушивши руку. Був визнаний непридатним до служби сухопутних військ, у зв'язку з чим перевівся в авіацію. Перший рік літав як спостерігач у 27-му і 71-му польових льотних дивізіонах, потім пройшов підготовку пілота і був переведений у Во. У квітні 1916 року здобув свою першу перемогу. 1 вересня 1916 року переведений в 4-ту винищувальну ескадрилью, де здобув ще шість перемог. 1 березня 1917 року переведений в 2-гу винищувальній ескадрильї. 24 квітня 1917 року збив п'ять ворожих машин в одному бою, поставивши абсолютний рекорд. 1 травня 1917 року призначений командиром 6-ї винищувальної ескадрильї, після чого додав до 24 перемог ще три. 9 червня 1917 року призначений командиром винищувальної ескадрильї «Бельке». 18 серпня 1917 року був поранений і 28 серпня, знову визнаний непридатним для бойової служби, обійняв посаду інспектора авіаційної служби в Берліні.
Восени 1918 року заразився іспанським грипом та був відправлений додому. Помер у шпиталі рідного міста. Похований на цвинтарі Jeruzalem у Ратиборі.

## Нагороди
- Залізний хрест 2-го і 1-го класу
- Нагрудний знак військового пілота (Пруссія)
- Орден Альберта (Саксонія), лицарський хрест 2-го класу з мечами
- Королівський орден дому Гогенцоллернів, лицарський хрест з мечами (25 січня 1917)
- Pour le Mérite (23 квітня 1917)